# مفطورة الخنازير
مفطورة الخنازير (الاسم العلمي: Mycoplasma suis) هي نوع من البكتيريا تتبع جنس المفطورة من فصيلة المفطورات.